# Phytomia natalensis
Phytomia natalensis là một loài ruồi trong họ Ruồi giả ong (Syrphidae). Loài này được Macquart mô tả khoa học đầu tiên năm 1850. Phytomia natalensis phân bố ở vùng Châu Phi